# المحتالة (مسلسل)
المحتالة وهو مسلسل تلفازي عرض في قناة تلفزيون الكويت في عام 2016، وهو من بطولة هدى حسين وعبد الرحمن العقل وياسر المصري وسحر حسين ومرام البلوشي وهيا الشعيبي وغيرهم.

## القصة
يتحدث المسلسل عن حكاية جميلة أمراة يتزوج عليها زوجها دون علمها ويدعى صلاح بو راسين وتزوج عليها امرأتين بغرض انها لاتنجب دون علمها وبعدها يتفق مع ابنه جمال وقال له انا سأذهب للخارج للعلاج والاخير أحد عن ماحصل وقل لهم أن ابي مات وبعدها تتفاجئ جميلة ان زوجها مات وتتفاجئ أيضا أنه متزوج بأمراتين هما زبيدة وخيزرانة ويوجد لديه أربعة أولاد هما جابر وجمال وجمانة وجنى ثم تطرد من المنزل بواسطة جمانة وخيزرانة من المنزل ثم تذهب إلى العيش عند صديقتها وهنا تبدأ الأحداث وتستنكر الشخصيات فتسرق محل مجوهرات ثم تنشر اعلان زواج في الجريدة فيبدأ محامي ضرتيها يتصل بها وتناديه بالطاووس اما هو فيناديها بأمل حيث لا يعرفان بعضهما بينما يكرهان بعضهما في الحقيقة ثم تتصل بإمرأة لتبحث لها عن عريس فتجد لها رجلا في السبعين من عمره وتتظاهر بأن عمرها تسعة عشرة فتقول له ان ابوها غير موافق وانة يريد مائتا الف دينار كويتي وتجعل زوج صديقتها يأخد المال تتوقف عن الاتصال به ثم تشتري قصرا كبيرا.

## الشخصيات

### الرئيسية
- هدى حسين: في دور جميلة
- مرام البلوشي: في دور زبيدة
- هيا الشعيبي: في دور خيزران
- سحر حسين: في دور دلال صديقه جميلة
- عبد الرحمن العقل: في دور اوس زوج دلال
- ابرار سبت: في دور وسن
- ياسر المصري: في دور المحامي نواف
- بدر الشعيبي: في دور جمال
- سعاد: في دور جنى
- حلا: في دور جمانة
- عبد الله الطراروة: في دور جابر
- جاسم النبهان: في دور صلاح
- محمد إراج: في دور مشعل
- خالد العجيرب: في دور المحامي شافي
- عبد الناصر الزاير: في دور محمد
- صادق الدبيس: في دور عيسى

### ضيوف الشرف
- عبير عيسى
- منى شداد
- محمد جابر
- خالد المفيدي
- مي البلوشي